# Die Grünen – Generation plus
Die Grünen – Generation plus (vormals Gplus – Die Grünen SeniorInnen Österreich) sind eine Gruppe älterer Menschen, die als Aktivisten, Unterstützer oder Mitglieder dieser Vereine oder Teilorganisationen den österreichischen Grünen nahestehen bzw. angehören.

## Gründung
Die Organisation wurde am 9. März 2001 im Wiener Café Landtmann unter anderem von Doris Eisenriegler aus Oberösterreich und Dieter Schrage gegründet, um die vielfältigen Interessen und Anliegen älterer Menschen sowohl innerhalb der Grünen wie auch außerhalb zu vertreten. Sie sollten als Dachorganisation österreichweit selbständig tätige und aktive Bundesländergruppen aufbauen, um auf die speziellen Bedürfnisse älterer Menschen in ihrem Lebensumfeld eingehen zu können. Inzwischen gibt es 8 unterschiedlich starke Bundesländergruppierungen, die meisten sind als Verein und gleichzeitig als Teilorganisation der jeweiligen Grünen Landespartei organisiert.

## Politische Anliegen
Sie tritt auf Basis des Grundsatzprogrammes der Grünen und der deren Grundwerte für die Anliegen und Bedürfnisse älterer Menschen in Österreich ein. Die Fragen der Lebensqualität älterer Menschen in Österreich steht im Mittelpunkt der Arbeit, d. h. Bildungsmöglichkeiten, Pensionsfragen, intergenerationelle Ansätze, Gesundheitsförderung, Pflege und Betreuung, neue Wohnformen sowie viele andere Aspekte des Alltags älterer Menschen. Aber auch innerhalb der Grünen Österreich setzen die Grünen - Generation plus wichtige Akzente in der politischen und gesellschaftspolitischen Arbeit.
So sind die bestehenden Bundesländerorganisationen mit eigenem Programm bei zahlreichen Veranstaltungen vertreten, arbeiten in unterschiedlichen Gremien mit und fördert auf allen Ebenen die Akzeptanz und Toleranz gegenüber älteren Menschen.

## Vorsitzende
- 2001–2007 Dieter Schrage, Stellvertreter bis 2009[1]
- Seit 2007 Doris Eisenriegler[2], Stellvertreterin Birgit Meinhard-Schiebel ist Vorsitzende der Landesgruppe Wien